# Melanitta
Melanitta er en slægt af fugle i familien af egentlige andefugle med fem arter, der er udbredt i Nordamerika og Eurasien. 

## Arter
De fem arter i slægten:
- Brilleand (Melanitta perspicillata)
- Fløjlsand (Melanitta fusca)
- Amerikansk fløjlsand (Melanitta deglandi)
- Sortand (Melanitta nigra)
- Amerikansk sortand (Melanitta americana)